# 100691 Hasetoshitsuka
100691 Hasetoshitsuka este o planetă minoră (asteroid) din centura de asteroizi. A fost descoperită pe 25 decembrie 1997 la Saji Observatory⁠(d) de Saji Observatory⁠(d). 
Obiectul prezintă o orbită caracterizată de o semiaxă mare de 2,3644747272658 UAi, o excentricitate de 0,21662238987656, o înclinație de 4,5164475165823 ° în raport cu ecliptica.